# Одинцов, Евгений Юрьевич
Евге́ний Ю́рьевич Одинцо́в (укр. Євген Юрійович Одинцов; 23 августа 1986, Евпатория) — украинский футболист, полузащитник клуба ТСК-Таврия.

## Карьера
Начал карьеру в «Таврии», в которой сыграл только один матч, выйдя на замену 16 июня 2005 года. В этом же матче он забил гол луцкой «Волыни». Следующим клубом стал «Химик» из Красноперекопска, в котором он закрепился в основе и с которого он перешёл в Первую лигу в «Днепр» из города Черкассы. Следующим клубом стал «Нефтяник», в котором от отыграл два сезона и из которого он перешёл в «Сталь» из Алчевска, из которой он ушёл в 2012 год. Вскоре он перешёл в «Полтаву» за которую дебютировал 14 июля 2012 года.
По завершении сезона контракт с футболистом был расторгнут. В 2013 году перешёл в донецкий «Олимпик»., за который дебютировал 29 марта 2014 года, в матче против «Буковины», выйдя на замену на 70-й минуте матча. 9 мая 2014 года забил свой первый гол за новый клуб, в матче против «Динамо-2».

## Достижения
- Победитель Первой лиги Украины: 2013/14